# Харрингтон, Джей
Джей Ха́ррингтон (англ. Jay Harrington, род. 15 ноября 1971) — американский актёр. Харингтон наиболее известен благодаря своей главной роли в ситкоме канала ABC «Давай ещё, Тед», где он снимался в 2009—2010 годах.
Харрингтон родился и вырос в Уэлсли, штат Массачусетс, и закончил Сиракьюсский университет в штате Нью-Йорк. Он снялся в недолго просуществовавших сериалах «Любовь на шестерых» (2003), «Вечное лето» (2004—2005), «Особый отдел» (2005), но в основном был заметен благодаря второстепенным ролям в сериалах «Отчаянные домохозяйки», «Частная практика» и «Красотки в Кливленде». В 2014 году он снялся с Элизой Куп в сериале USA Network «Неудачница», который был закрыт после одного сезона.
В дополнение к ролям на телевидении, Харрингтон появился в фильмах «Где угодно, только не здесь» (1999), «Любой ценой» (2000) и «Американский пирог: Все в сборе» (2012).